# Кінський хвіст
Кінський хвіст (лат. cauda equina) — пучок спинномозкових нервів і їхніх корінців, що складається з пар поперекових нервів з другої по п'яту, пар крижових нервів з першої по п'яту та куприкового нерва, усі вони відходять від поперекового розширення та мозкового конуса спинного мозку. Кінський хвіст займає поперекову цистерну, субарахноїдальний простір нижче мозкового конуса. Нерви, які утворюють кінський хвост, іннервують органи тазу та нижні кінцівки, включаючи рухову іннервацію стегон, колін, щиколоток, стоп, внутрішнього та зовнішнього анального сфінктера. Крім того, кінський хвіст відповідає за чутливу іннервацію промежини і, частково, за парасимпатичну іннервацію сечового міхура.

## Структура
У дорослому віці кінський хвіст утворений корінцями спинномозкових нервів попереково-крижового відділу.

### Розвиток
У людини спинний мозок припиняє рости в дитинстві. При народженні кінець спинного мозку знаходиться приблизно на рівні третього поперекового хребця, або L3. Оскільки кістки хребетного стовпа продовжують рости, приблизно до 12-місячного віку кінець канатика займає своє постійне положення. Як правило, це на рівні L1 або L2 (ближче до голови), коливаючись через нормальні анатомічні варіації від дванадцятого грудного хребця (T12) до L3. Окремі корінці спинномозкового нерва виникають із канатика, коли вони наближаються до голови, але в міру диференціального росту верхній кінець нерва залишається прикріпленим до спинного мозку, тоді як нижній кінець нерва виходить із хребта на належному рівні. Ці нервові волокна утворюють подібну на пучок структуру, яка простягається каудально, в межах хребта, від кінця спинного мозку, поступово зменшуючись у кількості далі, коли окремі пари залишають хребетний стовп.

## Клінічне значення

### Введення голки
Кінський хвіст знаходиться в поперековій цистерні, проміжку між павутинною оболоною та м'якою оболоною спинного мозку, що називається субарахноїдальним простором. Спинномозкова рідина циркулює в цьому просторі. Оскільки спинний мозок закінчується на рівні L1/L2, поперекову пункцію (або в просторіччі «спинномозкову пункцію») виконують найчастіше у поперековій цистерні між двома хребцями на рівні L3/L4 або L4/L5, де немає ризику випадкової травми спинного мозку.

### Синдром кінського хвоста
Синдром кінського хвоста — рідкісне захворювання, яке уражає пучок нервових корінців (кінського хвоста) у нижньому (поперековому) кінці спинного мозку і вимагає невідкладного хірургічного втручання. Синдром кінського хвоста виникає, коли нервові корінці в поперековому відділі хребта стискаються, порушуючи функції відчуття та руху людини. Нервові корінці, які контролюють роботу сечового міхура і кишки, особливо вразливі до пошкодження. Це може призвести до постійного паралічу, порушення контролю сечового міхура та/або кишки, втрати сексуальних відчуттів та інших проблем, якщо цей синдром не лікувати. Навіть при негайному лікуванні деякі пацієнти можуть не відновитись повністю.
Синдром кінського хвоста найчастіше виникає внаслідок масивної грижі диска в поперековому відділі. Грижа диска виникає, коли один з м'яких гнучких дисків, який виконує функцію еластичного амортизатора між кістками хребта, зміщується зі свого нормального положення. Грижа виникає після того, як диск починає руйнуватися від старіння і може бути спричинена стресом або механічною проблемою в хребті. Внаслідок цього більш м'яка центральна частина диска виштовхується назовні й тисне на нервові корінці в поперековому відділі хребта. Іншими причинами можуть бути травми та пухлини хребта, інфекційні ураження або запалення хребта, стеноз поперекового відділу хребта, травми нижньої частини спини, вроджені аномалії, спинальні артеріовенозні мальформації (АВМ), спинальні крововиливи (субарахноїдальні, субдуральні, епідуральні), звуження хребетного каналу, післяопераційні ускладнення операції на поперековому відділі хребта або спінальна анестезія. Синдром кінського хвоста часто можна сплутати з такими станами, як стеноз хребта, грижі міжхребцевих дисків і здавлення нервових корінців.

### Радикулопатія
Кінський хвіст вразливий до стиснення, що спричиняє радикулопатію.

## Етимологія
Назву «кінський хвіст» ввів до анатомічного вжитку французький анатом Андре дю Лорен у XVII столітті через схожість з кінським хвостом (лат. cauda equina).